# Prînțeve, Șîșakî
Prînțeve (în ucraineană Принцеве) este un sat în comuna Sahaidak din raionul Șîșakî, regiunea Poltava, Ucraina.

## Demografie
Componența lingvistică a localității Prînțeve
     Ucraineană (100%)
Conform recensământului din 2001, toată populația localității Prînțeve era vorbitoare de ucraineană (100%).